# بيثاني بريان
بيثاني بريان (بالإنجليزية: Bethany Bryan)‏ هي مجدفة بريطانية، ولدت في 23 أبريل 1993.

## وصلات خارجية
- بيثاني بريان على موقع الاتحاد الدولي للتجديف (الإنجليزية)